# St. Johannes der Täufer (Engelthal)

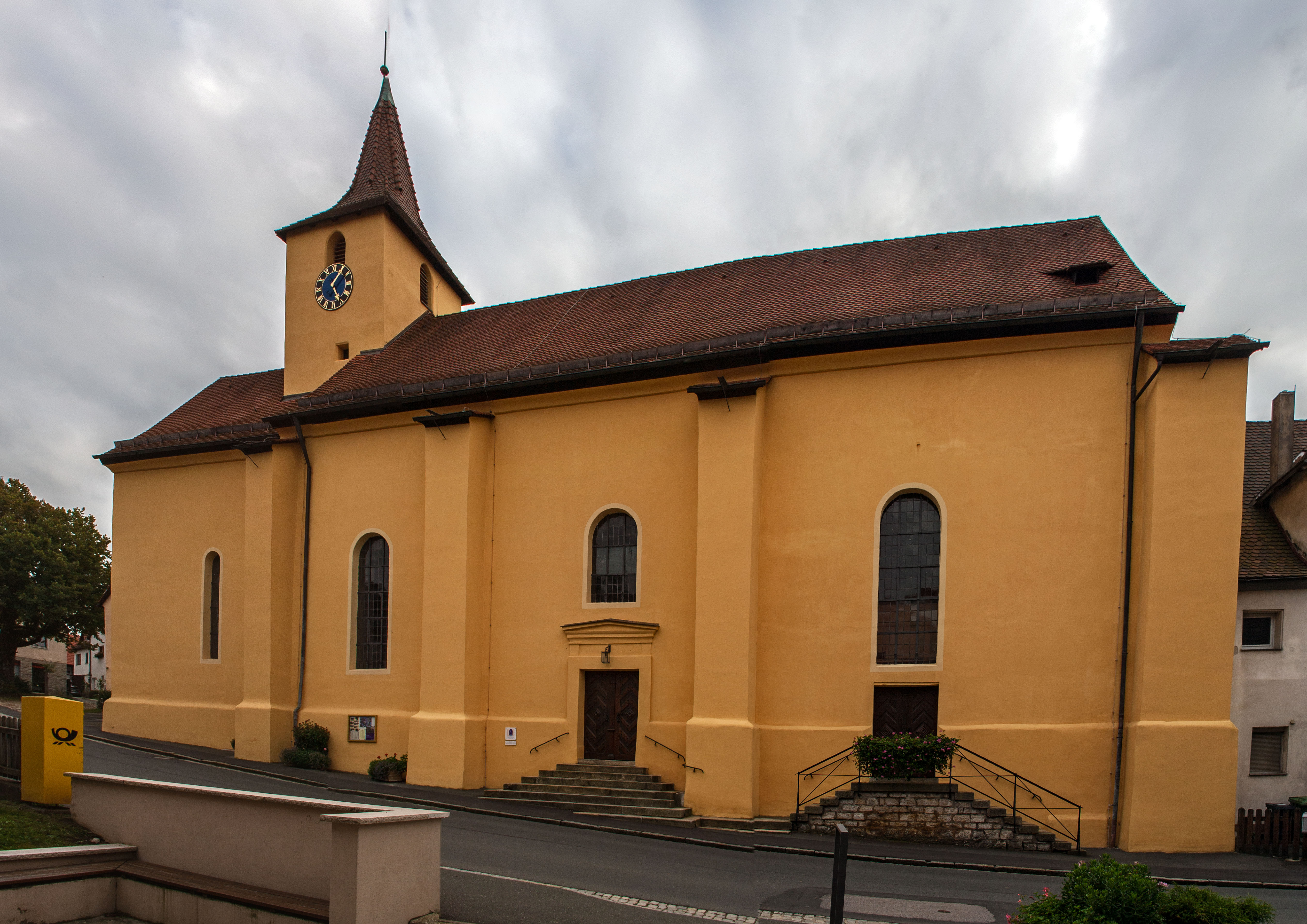
St. Johannes der Täufer (Engelthal)

Die evangelische Pfarrkirche St. Johannes der Täufer ist ein denkmalgeschütztes Kirchengebäude, das in Engelthal steht, einer Gemeinde im Landkreis Nürnberger Land (Mittelfranken, Bayern). Das Bauwerk ist unter der Denkmalnummer D-5-74-120-6 als Baudenkmal in der Bayerischen Denkmalliste eingetragen. Die Kirchengemeinde gehört zur Pfarrei Engelthal des Dekanats Hersbruck im Kirchenkreis Nürnberg der  Evangelisch-Lutherischen Kirche in Bayern.

## Beschreibung
Die gotische Klosterkirche des Klosters Engelthal, die um 1270 gebaut wurde, stand nach dessen Auflösung als evangelische Pfarrkirche zur Verfügung. Die Kirchenausstattung wurde 1747–51 spätbarock umgestaltet. Der Chor, der mit einem Kreuzrippengewölbe überspannt ist, hat noch den gotischen Ursprung. Als Bettelordenskirche hatte sie anstelle eines Kirchturms einen querrechteckigen, mit einem spitzen Helm bedeckten Dachreiter, der die Turmuhr und den Glockenstuhl mit drei Kirchenglocken beherbergt. Der eingezogene Chor im Osten des Langhauses hatte einen geraden Abschluss.
Der Innenraum des Langhauses war ursprünglich flachgedeckt, später wurde er mit einem stuckierten Gewölbe überspannt. Der Stuck wurde von Donato Polli entworfen. Um den Gewölbeschub aufzufangen, wurden die Wände mit Strebepfeilern versehen. In der westlichen Hälfte des Langhauses befinden sich Emporen an drei Seiten. Die Orgel, die zwischen 1717 und 1720 von Johann Friedrich Macrander gebaut wurde, hatte zehn auf Manual und Pedal verteilte Register. Sie wurde 1768 verändert.